# Dow City
Pour les articles homonymes, voir Dow.
Dow City est une ville du comté de Crawford, en Iowa, aux États-Unis. Elle est incorporée le 22 février 1884. 

## Source de la traduction
- (en) Cet article est partiellement ou en totalité issu de l’article de Wikipédia en anglais intitulé « Dow City, Iowa » (voir la liste des auteurs).